# 邦咯機場
邦咯機場為邦咯島上唯一的機場，位於馬來西亞西北方的霹雳州海岸外海。

## 歷史
1993年，邦咯机场開始启用，並備有一条732米长的跑道。
2009年，受全球经济危机影响，成功航空暂时停止在邦咯机场的飞行，为期18个月。
2014年2月，邦咯机场關閉。
2022年1月22日，邦咯机场在2019冠状病毒疾病疫情后复苏后从雪兰莪州苏丹阿都阿兹沙机场迎来首个航班。
2022年1月26日，邦咯岛短途起降港(Pulau Pangkor Short Take Off and Landing Port)开始定期商业航班运营，SKS航空的首航航班KI6357从梳邦苏丹阿都阿兹沙机场起飞。从这一天起，使用DHC6-Twin-Otter飞机的梳邦往返邦咯島的航班开始每日飞行，每班航班最多可搭载19名乘客。
2022年6月，SKS航空公司因需求不足暂时停飞邦咯岛航班。

## 飛行航線

### 國內航線
| 航空公司       | 目的地      |
| -------------- | ----------- |
| 成功航空（J8） | 吉隆坡-梳邦 |

## 外部連結
- Short Take-Off and Landing Airports (STOL) （页面存档备份，存于） at 馬來西亞機場控股
- Aviation Photos: Pangkor Island (PKG / WMPA) （页面存档备份，存于） at Airliners.net